# 北九州市立到津小学校
北九州市立到津小学校(きたきゅうしゅうしりついとうづしょうがっこう)は、福岡県北九州市小倉北区上到津一丁目にある公立小学校。

## 沿革
- 1931年4月1日 - 小倉市立到津尋常小学校として創立
- 1941年4月1日 - 国民学校令施行により小倉市立到津国民学校に改称
- 1947年4月1日 - 学校教育法施行により小倉市立到津小学校に改称
- 1963年2月10日 - 北九州市発足により北九州市立到津小学校に改称

## 通学区内の主な施設
- 到津の森公園

## 通学区域
- 北九州市小倉北区[3]
  - 板櫃町の一部	　	　　	　
  - 井堀一丁目の一部　	　
  - 井堀五丁目の一部　　	　
  - 上到津一丁目　
  - 上到津二丁目　	　
  - 上到津三丁目　
  - 上到津四丁目の一部	　	　　
  - 清水一丁目の一部　
  - 下到津一丁目	　
  - 下到津二丁目	　
  - 下到津三丁目	　	　
  - 下到津四丁目	　
  - 下到津五丁目の一部　　	　
  - 白萩町
  - 真鶴一丁目の一部　	　
  - 都一丁目の一部　	　
  - 都二丁目の一部
  - 都二丁目の一部

## 進学先中学校
- 北九州市立板櫃中学校[3]